# Paxá

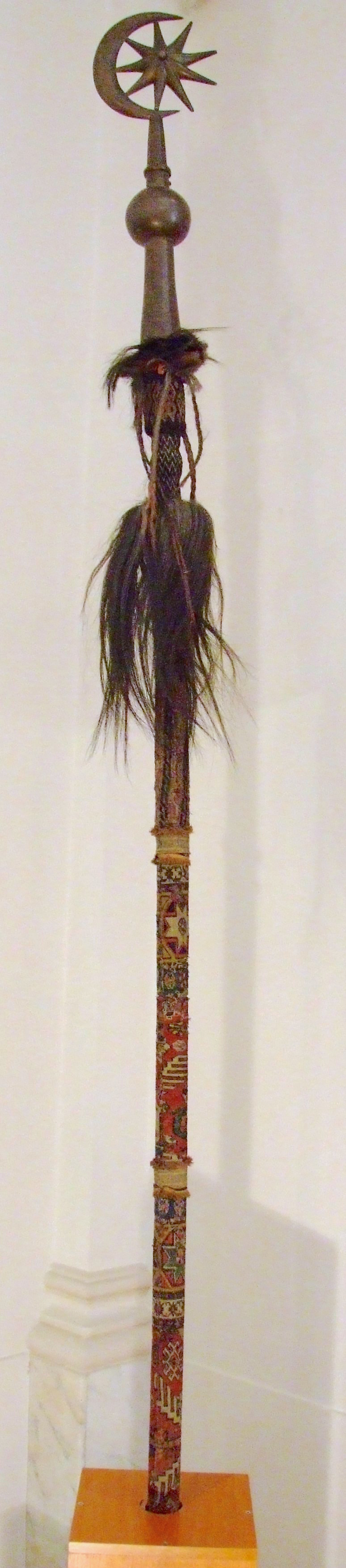
Insígnia de paxá otomano capturada pelos romenos em 1877.

Paxá ou Pasha (turco otomano: پاشا, paşa; persa: پاشا) é a denominação dada entre os turcos aos governadores de províncias do Império Otomano dado a generais e governadores dignatários, e correspondia ao título de "Excelência" usado no Ocidente. Como um título honorário, Paxá, em um de seus vários níveis, é equivalente ao título britânico de Lorde, e também foi um dos títulos mais altos na pré-república do Egito. Havia três níveis dos paxás: o primeiro, ou mais alta classe, tinha o privilégio de dar um padrão de três rabos de cavalo, o segundo de dois, e o terceiro de um.